# Mirabi Walijew
Mirabi Walijew (ukrainisch Мірабі Валієв, engl. Transkription Mirabi Valiyev; * 13. September 1970) ist ein ehemaliger ukrainischer Ringer. Er wurde 1993 Vize-Weltmeister und 1994 Europameister im freien Stil im Superschwergewicht.

## Werdegang
Mirabi Walijew begann als Jugendlicher 1983 mit dem Ringen. Er konzentrierte sich dabei auf den freien Stil. Bei einer Größe von 1,90 Metern startete er immer in der schwersten Gewichtsklasse, dem Superschwergewicht. Seine Karriere begann noch in der Sowjetunion, als er bei der Junioren-Weltmeisterschaft (Altersgruppe Espoirs) 1988 in St.Johns (Kanada) eingesetzt wurde und dort vor David Jones, USA und Andrew Borodow, Kanada, den Titel holte.
Im Seniorenalter kam er in der Sowjetunion zu keinen weiteren Einsätzen bei internationalen Meisterschaften mehr, was bei der enormen Konkurrenz dort nichts außergewöhnliches war. Nach dem Ende der Sowjetunion entschied er sich 1992 für die Ukraine. Er wurde Mitglied von Champion Kiew und dort von Rouslan Sawlochow trainiert. Für seine wirtschaftliche Basis sorgte der Eintritt in die Armee.
1993 startete er erstmals für die Ukraine bei internationalen Meisterschaften bei den Senioren. Er war dabei gleich sehr erfolgreich. Bei der Europameisterschaft in Istanbul wurde er hinter Mahmut Demir, Türkei, Vize-Europameister und auch bei der Weltmeisterschaft 1992 in Toronto konnte er voll überzeugen und hinter Bruce Baumgartner aus den Vereinigten Staaten Vize-Weltmeister werden. 1994 gewann Walijew in Rom den Europameistertitel und besiegte dabei im Finale Mahmut Demir. Bei der Weltmeisterschaft dieses Jahres verpasste er mit einem 4. Platz hinter Mahmut Demir, Bruce Baumgartner und Aljaksej Mjadswedseu aus Weißrussland knapp die Medaillenränge. 
1995 wurde er in Fribourg/Schweiz erneut Vize-Europameister. Im Finale dieser Meisterschaft verlor er dabei gegen Mahmut Demir bei einem Punktestand nach 8 Minuten Kampfzeit von 0:0 nur durch eine etwas zweifelhafte Entscheidung des Kampfgerichtes, das Demir den Sieg zusprach. Viele Experten waren damals der Meinung, dass Walijew den Sieg verdient gehabt hätte. Bei der Weltmeisterschaft 1995 konnte er mit einem 9. Platz nicht an die bisherigen Erfolge anknüpfen.
1996 gelang ihm bei der Europameisterschaft in Budapest mit einem 3. Platz noch einmal ein Medaillengewinn. Dabei kam er im Kampf um die Bronzemedaille zu einem knappen Sieg über Alexej Medwedew. Bei den Olympischen Spielen 1996 in Atlanta traf er in der 1. Runde gleich wieder auf Mahmut Demir. Es wiederholte sich das Geschehen von der Europameisterschaft 1995. Nach Ende des Kampfes stand es 1:1 und wieder entschied sich das Kampfgericht für Demir als Sieger. Für Walijew war dies natürlich demotivierend. Er kam zwar noch zu Siegen über Amarjit Singh, Indien und Feng Aigang, China, verlor aber dann gegen Alexander Kowalewski aus Kirgisistan und konnte sich danach mit einem Sieg über Petros Bourdolis aus Griechenland nur noch den 7. Platz sichern.
In den Jahren 1997 und 1998 war er bei internationalen Meisterschaften nicht am Start. In diesen Jahren wurde vom ukrainischen Ringerverband Jurij Schobitko bei diesen Meisterschaften eingesetzt. 1999 konnte sich Walijew aber wieder für die internationalen Meisterschaften qualifizieren und war schon 1999 bei der Europameisterschaft in Minsk am Start. Nach einem Sieg über Jan Tresnak, Tschechien und Niederlagen gegen Andrei Schumilin, Russland und Boschidar Bojadschiew, Bulgarien, kam er aber nur auf den 8. Platz. Auch bei den folgenden internationalen Meisterschaften konnte er nicht mehr an die Erfolge der Jahre 1993 bis 1996 anknüpfen. Bei der Weltmeisterschaft 1999 besiegte er Boschidar Bojadschiew und Hiroyuki Obata aus Japan und belegte nach einer Niederlage gegen Andrei Schumilin wieder den 8. Platz und bei den Olympischen Spielen 2000 in Sydney verlor er gegen Kerry McCoy aus den Vereinigten Staaten und gegen Redyab Aschchabailijew, Aserbaidschan und landete abgeschlagen auf dem 18. Platz.
Danach beendete er seine Ringerlaufbahn endgültig.

## Internationale Erfolge
| Jahr | Platz | Wettbewerb                                 | Gewichtsklasse | Ergebnisse |
| 1988 | 1.    | Junioren-WM (Espoirs) in St.Johns (Kanada) | Superschwer    | vor David Jones, USA und Andrew Borodow, Kanada |
| 1993 | 2.    | EM in Istanbul                             | Superschwer    | hinter Mahmut Demir, Türkei, vor Gennadi Schilzow, Russland und Sven Thiele, Deutschland |
| 1993 | 2.    | WM in Toronto                              | Superschwer    | hinter Bruce Baumgartner, USA, vor Andrei Schumilin, Russland und Sasa Turmanidse, Georgien |
| 1994 | 1.    | EM in Rom                                  | Superschwer    | vor Mahmut Demir, Andrei Schumilin und Zsolt Gombos, Ungarn |
| 1994 | 4.    | WM                                         | Superschwer    | hinter Mahmut Demir, Bruce Baumgartner und Aljaksej Mjadswedseu, Weißrussland |
| 1995 | 2.    | EM in Fribourg/Schweiz                     | Superschwer    | hinter Mahmut Demir, vor Leri Chabelowi, Russland und Aljaksej Mjadswedseu |
| 1995 | 9.    | WM in Atlanta                              | Superschwer    | Sieger: Bruce Baumgartner vor Sven Thiele, Leri Chabelowi und Sasa Turmanidse |
| 1996 | 3.    | EM in Budapest                             | Superschwer    | hinter Mahmut Demir und Sven Thiele, vor Alexej Medwedew |
| 1996 | 7.    | OS in Atlanta                              | Superschwer    | nach einer Niederlage gegen Mahmut Demir, Siegen über Amarjit Singh, Indien und Feng Aigang, China, einer Niederlage gegen Alexander Kowalewski, Kirgisistan und einem Sieg über Petros Bourdolis, Griechenland |
| 1999 | 1.    | Großer Preis von Polen in Krakau           | Superschwer    | vor Aleksi Modebadse, Georgien, Dirk Winterfeldt, Deutschland und Zsolt Gombos |
| 1999 | 8.    | EM in Minsk                                | Superschwer    | nach einem Sieg über Jan Tresnak, Tschechien und Niederlagen gegen Andrei Schumilin und Boschidar Baojadschiew, Bulgarien                                                                                       |
| 1999 | 8.    | WM in Ankara                               | Superschwer    | nach Siegen über Boschidar Bojadschiew und Hiroyuki Obata, Japan und einer Niederlage gegen Andrei Schumilin |
| 2000 | 4.    | Welt-Cup in Fairfax                        | Superschwer    | hinter Kerry McCoy, USA, Oleg Chorpiakow, Russland und Alireza Rezaei, Iran |
| 2000 | 18.   | OS in Sydney                               | Superschwer    | nach Niederlagen gegen Kerry McCoy und Redyab Aschchabailijew, Aserbaidschan |

## Erläuterungen
- alle Wettkämpfe im freien Stil
- OS = Olympische Spiele, WM = Weltmeisterschaft, EM = Europameisterschaft
- Superschwergewicht, Gewichtsklasse bis 2001 bis 130 kg Körpergewicht